# Lárus Guðmundsson
Lárus Guðmundsson (12 dicembre 1961) è un ex calciatore islandese, di ruolo attaccante.

## Carriera

### Club
Ha giocato con il Vikingur 3 anni prima di passare ai belgi del Thor per tre stagioni. Nel 1985 è al Bayer Uerdingen, giocando da titolare la finale vinta di Coppa di Germania 1984-1985. Si ritira nel 1988 dopo appena 8 presenze con il Kaiserslautern.

### Nazionale
Tra il 1980 e il 1987 con la maglia della nazionale del suo paese ha totalizzato 17 presenze e 3 reti.

## Palmarès
- Coppa di Germania: 1

Bayer Uerdingen: 1984-1985